# Жан-Франсоа Мармонтел
Жан-Франсоа Мармонтел (фр. Jean-François Marmontel; Бор лез Орг, 11. јул 1723 – Сен Обен сур Гајон, 31. децембар 1799) био је француски писац, енциклопедиста, историчар, приповедач, романописац, граматичар и песник, драматург, филозоф.
Близак пријатељ и сарадник Волтера и противник Русоа, уживао је велику славу на двору Француске и широм Европе. Био је члан Француске академије и њен стални секретар. Под Директоријумом је био члан Савета старешина до Државног удара 18. фруктидора V године.
Његов роман Велизар на славеносрпски језик превео је Павле Јулинац (Беч 1776). То је први превод француског романа на (славено)српски језик.

## Биографија
Пореклом из породице ниже средње класе, Жан-Франсоа Мармонтел је најстарији син Мартина Мармонтела, мајстора кројача, и Маријан Гурде (умрла 1747).
Његови родитељи имали још шесторо деце: Ана (рођена 9. марта 1727 ), Марија-Жана (рођена 28. марта 1728), Антоанета (рођена 10. августа 1730, умрла 23. јануара 1766), Жан (децембар 1731), Антоан (март 1738) и Жана (1739).
Након што је научио да чита у манастиру Пречистог зачећа Богородице, чије су се монахиње дружиле са његовом мајком, похађао је школу свештеника из Бор лез Орга, оца Ваисијера, пре него што је од 1734. до 1738. године школовао се у заводу у Моријаку, који су водили језуити.
Након што је био избачен из завода месец дана пре краја године реторике, отац га је поставио за шегрта код трговца у Клермон Ферану .
После је постао и кројачки шегрт. Према Џону Ренвику, под протекцијом језуите из Клермона добио је место учитеља у једној грађанској породици.
На тај начин успео је да преживи и студира филозофију на градском заводу, од 1738. до 1740. године.
Од 1740. до 1741. године био је запослен као тутор код маркиза Де Линара.
Тада је његов отац преминуо од туберкулозе. Овај догађај је његову породицу бацио у очај и беду, о чему он говори у својим Мемоарима. Обећао је да ће се извући из тога и настанио се у Тулузу 1741, где је студирао филозофију код језуита и постао учитељ језуита и бернардинаца, шаљући део своје плате својој породици.

### Почетак књижевне каријере и пријатељство са Волтером
На конкурсу Академије цветних игара представо је оду L’Invention de la poudre à canon (О изуму барута и топа), која није била истакнута.
„Био сам огорчен”, написао је, „и у свом огорчењу писао сам Волтеру и вапио за осветом тако што сам му послао свој рад. [...] Дао ми је један од оних одговора у којима се осврнуо са толико милости и према којима је био тако либералан. Оно што ми је ласкало још више од његовог писма јесте слање копије његових радова исправљених његовом руком, које ми је поклонио.”
Ова преписка означава почетак пријатељства између двојице мушкараца које траје тридесет пет година, без икаквих потреса.
Мармонтел је истрајао на цветним играма и на крају је 1744. освојио награду за идилу својом песмом Еклога, затим три награде цветних игара и награду Академије из Монтобана 1745.
Планирао је да упише теолошки факултет, али му је Волтер саветовао да уместо тога дође у Париз. Продаја сребрне лире, коју му је доделила Академија из Монтобана, помогла му је да покрије трошкове путовања.
У Паризу је у почетку доживео изузетно тешку материјалну ситуацију. Покушао је, али безуспешно, да покрене књижевни часопис под називом L’Observateur littéraire, који је имао само осам бројева. Спасла га је Француска академија, која му је доделила награду за поезију 1746. на следећу тему: „Слава Луја XIV овековечила је у краљу његовог наследника”. Волтер иде на суд у Фонтенблоу са неколико десетина примерака Мармонтелове песме.
„По повратку”, каже Мармонтел, „напунио ми је шешир крунама, рекавши ми да је то приход од продаје моје песме”.
Сада већ из шуме, Мармонтел је показао своју захвалност свом пријатељу тако што је још 1746. написао похвални предговор за издање Анријаде, предговор који се често налази на почетку каснијих издања ове песме. Следеће године поново је освојио награду Академије за поезију на тему: „Помиловање Луја XIV је једна од врлина његовог августовског наследника”.

### Драматуршки почеци
5. фебруара 1748. дао је своју прву трагедију Denys le tyran (Денис Тиранин), оригиналну представу, која је доживела велики успех: има покрет, радњу, а приказ тираније и њеног кажњавања, у духу времена, заинтересовало је јавност. Његова следећа представа Aristomène (Аристомен) (1749) такође је била успешна захваљујући таленту Мадмоазел Клерон.
С друге стране, Cléopâtre (Клеопатра) (1750) пропала је, а повод томе биле су речи, које су остале запамћене: у последњем чину, механичка змија, коју је направио Вокансон, излази из корпе да угризе груди египатску краљицу; гледалац узвикује: „Слажем се са змијом”, изазивајући општу веселост.
Следећа представа, Les Héraclides (Хераклиди), која је први пут изведена 24. маја 1752, такође није успела због, према речима Мармонтелових пријатеља, пијанства Мадмоазел Дименил, у улози Дејанире. Што се тиче Египта, који је први пут изведен 5. фебруара 1753, имао је само једно приказивање.
После овог новог неуспеха, Мармонтел се одрекао трагедије.

### Успон и пријем на Академији
Захваљујући заштити Mадам Помпадур, 1753. године добија место секретара Краљевих зграда. Према његовим Мемоарима, био је позван да саветује краља о расподели пензија додељених заMercure de France и привилегију над часописом доделио је Лују де Боасију 12. октобра 1754. Након његове смрти, 19. априла 1758, он је заузврат добио патент 27. априла и преузео дужност у августу. У Меркуру је објавио своје Моралне приче, које су имале огроман успех.
Код Марија-Терезе Жофрен, код које је изнајмио стан и често посећивао салон, рецитовао је сатиру против војводе од Омона, чијег је аутора одбио да прокаже, због чега је од 28. децембра 1759. био затворен једанаест дана у Бастиљи (од 28. децембра 1759. до 7. јануара 1760) чиме је допринео томе да изгуби привилегију на Меркур.
Француска академија је 1760. године истакла његову Посланицу песницима о чарима учења, а 24. новембра 1763. изабрала га је у ред својих чланова, на столицу 17, где је наследио Жан-Пјера де Бугенвила; примио га је 22. децембра Арман-Жером Бињон.
Крајем 1763. Густав Филип, гроф од Кројца, постављен за шведског амбасадора у Шпанији, прошао је кроз Париз пре него што се вратио на своју функцију и, у салону госпође Жофрен, упознао Мармонтела, са којим је склопио пријатељство које ће трајати више од 20 година; ово пријатељство је ојачало од 1766. године, када је Кројц именован за шведског амбасадора у Француској и подстакао свог пријатеља филозофа да пише комичне опере са композитором Андреом Гретријем, Кројцовим штићеником.

### АфераВелизар
1767. објавио је свој роман Велизар, уз одобрење краљевског цензора.
Међутим, XV поглавље овог романа, у којем се јунак залаже за један облик верске толеранције, врло брзо изазива гнев теолога Сорбоне и присталица грађанске нетрпељивости.
Имајући малу подршку Mадам Помпадур на Суду након смрти, уверен да не може да рачуна на подршку својих академских колега, Мармонтел је прво покушао да смири гнев теолога чинећи вишеструке уступке.
Схватајући да се од њега тражи „безрезервно придржавање догмама грађанске нетрпељивости”, да је, рачунајући на то, ризиковао да изгуби све – углед, пријатеље – попуштањем, радије кренуо у конфронтацију – што му је омогућило да се јавно појави као жртва самовоље – позвао је Волтера у помоћ.
Велизара је у децембру званично цензурисала Сорбона.
31. јануара 1768. париски надбискуп Mонсињор де Бомон осуђује дело у мандату који је прочитао у проповеди свим црквама дијецезе.
Ова цензура и ове осуде само доприносе успеху дела, које брани филозофе. Надаље, по Волтеровом савету, Мармонтел је послао Велизара просвећеним монарсима: Фридриху II од Пруске, руској царици Катарини, пољском краљу Станиславу II, наследном принцу од Брунсвика, шведској краљици Лујза-Улрики и њеном сину краљевском принцу, будућем Густаву III, који је промовисао ширење романа и исмевао Сорбону.
Након ове афере, 1768. године напустио је дом Mадам Жофрен, који је пао у оданост, и уселио се код Mадмоазел Клерон.
Затим, када је отишла да се придружи маркгрофу од Ансбаха, Карл-Фридриху од Ансбах-Бајрејта, у пролеће 1773, он се преселио код Mадам де Серан, бивше љубавнице Луја XV, која му је понудила приватну вилу.

### Наставак каријере
На захтев композитора Андреа Гретрија, написао је либрето за Huron, адаптиран из Волтеровог L'Ingénu, премијерно изведен у Италијанском позоришту у Паризу 20. августа 1768, где је доживео велики успех. Поглавље XI L'Ingénu-а инспирисано је афером у вези са Велизаром.
Следи Lucile, изведен у Италијанском позоришту у Паризу 5. јануара 1769, Silvain, први пут изведен 19. фебруара 1770, L'Ami de la maison, дат у Фонтенблоу 26. октобра 1771. и у Паризу 24. маја 1772, и Zémire et Azor, адаптација приповетке Лепотица и звер, изведена у Фонтенблоу 9. новембра 1771 и у Паризу 16. децембра 1771 . О овом последњем делу, Ретиф де Ла Бретон пише у Les Nuist de Paris-у:
„Мармонтелу, хвала ти на овој дивној сцени! То је скоро једина комедија-аријета коју ти опраштам!”
Након смрти Шарла Пиноа Дуклоа, Мармонтел је 1772. године именован за историографа Француске.
У свађи између њега и немачког композитора Кристофа Вилибалда Глука (обојица су тада живели у Паризу), стао је на страну италијанског композитора Николоа Пичинија, а против својих противника компоновао је сатиру у једанаест песама под насловом Полимнија.
Објавио је Инке (1778), роман који је жигосао ропство и био је такође веома успешан.

### Брак
Након планираног брака, 1772–1773, са снахом адвоката париског парламента, Вермеј, оженио се 13. октобра 1777. нећаком свог пријатеља опата Морелеа, Мари-Аделаид Леран де Монтињи (1759–1812), млада жена од 18 година дошла је у Париз са својом мајком у јулу, на захтев свог стрица.
Заједно су имали пет синова: први је умро при рођењу у мају 1779, Алберт-Шарл-Франсоа је рођен 18. октобра 1780. (умро 23. маја 1809 ), Шарл-Пол 18. децембра 1781. (умро 3. марта 1784), Шарл-Жозеф-Франсоа 10. јануара 1785. (умро 25. августа 1808) и Луј-Жозеф 20. јануара 1789. (умро у болници града Њујорка 16. децембра 1830).
Након смрти Луја XV (1774), Mадам де Серан је продала свој хотел грофу од Онживијеа 1776.
Тада дочекан код Шалута де Верена, на месту Вандом, Мармонтел се потом уселио у стан који је отац Мореље изнајмио од јуна на другом спрату куће Нова фејанска (Neuve des Feuillants), улица Сен Онореа, поводом његовог венчања октобра 1777.
13. маја 1782. купио је за 30 000 ливри у Грињону, у комунама Тиаис и Орли, кућу Шарла Колеа, коју је 4. јуна 1794 продао трговцу дрветом Мартину Бодену за суму од 40 500 ливри.
Коначно, у ишчекивању рођења свог четвртог детета, које се догодило 10. јануара 1785, Мармонтелови су се уселили у стан који припада истом скупу зграда које су изнајмили фејанци у улици Сен Онореа.

### Стални секретар
27. новембра 1783. Мармонтел је изабран за сталног секретара Француске академије: он је био последњи који је заузео ову функцију старе Академије.
Наследио је Д'Аламбера са којим је приредио 5. издање Речника.
Године 1785. добио је место историографа грађевина, захваљујући свом пријатељу грофу од Онживијеа.
Када је Лицеј основан 1786. године, добио је катедру историје.
Године 1787, он је у једном тому, под насловом Елементи књижевности, објединио чланке које је објавио у Енциклопедији између 1753. и 1756, а затим поново штампао у својој Poétique française 1763, као и чланке писане за Додатак за Енциклопедију и за Панкукову Методичку енциклопедију, правећи резове, додатке и преуређивања.
Тиме постаје бранилац природне декламације у чланку „Декламација”.
Године 1787. објавио је Сабрана дела у седамнаест томова Неа де ла Рошела.

### Под револуцијом
Близак Жаку Некеру и Франсои де Панжу, био је, на почетку Француске револуције, изабран од стране округа Фујон за члана париске изборне скупштине 1789. године, и учествовао је у састављању њеног списка захтева.
Међутим, пошто се сам Мармонтел 8. маја супротставио декрету скупштине која је протестовала против укидања Мирабоовогчасописа Journal des États généraux, одлуком Државног савета одлучено је да уместо њега опат Сијес буде префериран током избора за Скупштину сталежа 19 маја.
Између 1790. и 1792., након гушења академија, написао је Нове моралне приче, које је објавио у Меркуру, а затим у свесци Ј. А. Латур, у 2 тома у Паризу и Лијежу 1792. године. Његове последње приче су постхумно објављене 1801. у Паризу у издању Гарнерија под насловом Souvenirs du coin du feu.
Упркос прогресивном губитку ауторских прихода и пензије, задржао је разне дугове и прилично частан капитал. Он је 28. септембра 1791. за суму од 120 000 ливри купио фарму Малабри, у Пејлију, петнаестак километара од Париза, на путу за Фонтенбло, закупљену за 4 500 ливри годишње.
4. августа 1792, непосредно пре пада краљевске породице, са породицом је напустио своју сеоску кућу у Грињону и повукао се у заселак Сен Жермен, близу Евреа, где је изнајмио кућу од 7. августа до 12. октобра.
Затим се настанио у засеоку Кувикор, у општини Сен Обен сур Гајон, пре него што је купио, за 5 000 ливри, викендицу у засеоку Абловил, такође у општини Сен Обен, 12. децембра 1792.
Настанивши се крајем јануара 1793, преузео је обавезу да напише Мемоаре једног оца који ће користити за образовање његове деце, у којима је насилно напао Жан-Жака Русоа и износио контрареволуционарна мишљења. Тамо су забележене истине о грешкама и договорима, од Белешки о мемоарима Мармонтела од грофа Онживијеа објављених у Копенхагену 1933. до дела Џона Ренвика. У нацрту својих Мемоара, Мармонтел жигоше септембарске масакре, „претерано зверставо, хладно наређено и хладно извршено” и смртну казну Луја XVI, „злочин” почињен против „свих божанских и људских закона”.
Затим је у стиду, о чему сведочи писмо од 15. марта 1793. генералном секретару Министарства унутрашњих послова, предузео кораке да прода своје имање у Грињону.
21. вандемијера IV године, док је живео далеко од политике, именован је за председника електорске скупштине Ера, а позицију је одбио.
Исто тако, 1794. му је понуђено место у жирију за наставу одговорном за испитивање наставника у округу Лувије, затим 1795. место професора књижевности у централној школи у Паризу. Предлоге је у оба случаја одбио, 16. децембра 1794. и 28. априла 1795, због старачке слабости.
3. јануара 1795. уписан је као републички пензионер на суму од 3 000 ливри.
С друге стране, 10. жерминала IV године прихватио је именовање, од претходног 13. фебруара, за о нерезидентног сарадника, за предмет књижевности и ликовних уметности (граматички одсек), Националног института.

### Под Директоријумом
На парламентарним изборима 23. жерминала V године, под Директоријумом, изабран је за заменика Савета старешина од стране ерских гласача са 303 гласа од 328 бирача.
Сврставајући се међу умерене, интервенисао је само у два наврата: 24. преријала V године, као портпарол трочлане комисије коју је именовало Веће старешина да након Савета пет стотина испита одредиште књига које се чувају у престоничким депоима; увече 2. термидора V године по уласку дела трупа генерала Хошеа у „уставни круг” на захтев три републичка директора; у оба случаја није успео да изврши одлуку скупштине.
За првог секретара скупштине изабран је 22. јула, али, пошто је био осумњичен да је ројалиста, његов избор је поништен 18. фруктидора (4. септембра 1797). Заузврат, избегао је депортацију.

### Пензионисање и смрт
Поново у пензији и по повратку у Абловил, наставио је са писањем својих Мемоара, прекинутим након избора у априлу. Написао је курс студија (трактати о логици, метафизици, моралу и граматици) за своје синове 1798.
Био је у процесу довршавања својих Мемоара када је умро након напада апоплексије, у ноћи 31. децембра 1799.

## Дела

### Драмска дела
Мармонтел је објавио бројнa оперскa либрета, а посебно комичне опере, жанр у којем се истакао, а да није могао да се такмичи са Шарл-Симоном Фаваром.
- Denys le tyran, трагедија, 5. фебруар 1748.
- Aristomène[23], трагедија, 30. април 1749.
- Cléopâtre, трагедија, 20. мај 1750.
- La Guirlande, балет, 1751, музика Жан-Филип Рамо.
- Acanthe et Céphise, херојска пасторала у три чина, 1751, музика Жан-Филип Рамо.
- Les Héraclides, трагедија, 24 мај 1752.
- Égyptus, трагедија, 1753.
- Lysis et Délie, херојска пасторала у једном чину, 1753, музика Жан-Филип Рамо.
- Les Sybarites, балет, 1753, музика Жан-Филип Рамо.
- Hercule mourant, лирска трагедија, музика Антоан Доверњ, 1761.
- Annette et Lubin, 1762.
- La Mort d'Orphée, лирска трагедија, музика Антоан Доверњ (1764?).
- La Bergère des Alpes, 1766.
- Le Huron, комична опера, 1768, музика Андре Гретри.
- Луциле, комична опера, 1769, музика Андре Гретри.
- Lucile, комична опера, 1770, музика Андре Гретри.
- L’Amie de la maison, комична опера, 1771, музика Андре Гретри.
- Zémire et Azor, комична опера, 1771, музика Андре Гретри.
- Céphale et Procris, балет, 1773, музика Андре Гретри.
- La Fausse Magie, комична опера, 1775, музика Андре Гретри.
- Atys, опера, 1780, музика Николо Вито Пичини.
- Didon, опера, 1783, музика Николо Вито Пичини.
- La Fausse Pénélope, комична опера, 1785, музика Николо Вито Пичини.
- Démophon, лирска трагедија, музика Луиђи Керубини, 1788.

### Поезија
- Polymnie, сатира у 11 певања.
- L’Établissement de l’École militaire, 1751.
- Vers sur la convalescence du Dauphin, 1752.
- La Naissance du duc d’Aquitaine, 1753.
- Épître aux poètes, 1760.
- La Neuvaine de Cythère[24], 1820 (раскалашна песма).

### Романи
- Contes moraux, 1755–1759 (Alcibiade, ou le Moi – Soliman II – Le Scrupule, ou l'amour mécontent de lui-même – Les Quatre Flacons, ou les Aventures d'Alcidonis de Mégare – Lausus et Lydie – Le Mari sylphe – Heureusement – Les Deux Infortunées – Tout ou rien – Le Philosophe soi-disant – La Bergère des Alpes – La Mauvaise Mère – La Bonne Mère – L'École des pères – Annette et Lubin, histoire véritable – Les Mariages Samnites, anecdote ancienne – Laurette – Le Connoisseur – L'Heureux Divorce – Le Bon Mari – La Femme comme il y en a peu – L'Amitié à l'épreuve – Le Misanthrope corrigé).
- Bélisaire, 1767.
- Les Incas, ou la Destruction de l'empire du Pérou, Paris, Lacombe, 1777, 2 volumes, illustrations de Moreau le Jeune, Antoine-Jean Duclos, De Ghendt, Helman, Nicolas de Launay, Le Veau, Simonet, François Denis Née.
- Nouveaux Contes moraux[25], 1792.

### Есеји
- Poétique française, 1763, 3 дела: рад у коме жестоко нападнути Расин и Боало.
- Essai sur les révolutions de la musique en France[26], 1777.
- De l’autorité de l’usage sur la langue, 1785.
- Éléments de littérature, 1787. Édition moderne chez Desjonquères, présentée, établie et annotée par Sophie Le Ménahèze, 2005.
- Mémoire sur la régence du duc d’Orléans, 1788.
- Apologie de l’Académie française, 1792.

### Разни радови
- L'Observateur littéraire
- The Rape of the Lock (1712–1714) d'Alexander Pope, traduit en vers La boucle de cheveux enlevée, 1746. Édition bilingue moderne chez Rivages poche, 2010.
- Édition remaniée de Venceslas de Rotrou, 1759.
- La Pharsale de Lucain, traduite en prose, 1766.
- Édition des Chefs-d’œuvre dramatiques de Mairet, Du Ryer et Rotrou, avec un Commentaire, 1775.
- Mémoires d’un père pour servir à l’instruction de ses enfants, 1800.
- Leçons d’un père à ses enfants sur la langue française, 1806.

### Савремена реиздања
- Les Incas, ou la Destruction de l'Empire du Pérou (édition critique par Pierino Gallo), Paris, Société des textes français modernes, 2016, 629 p.
- La Bergère des Alpes (présentation du conte par Pierino Gallo), Loches, Éditions La Guêpine, 2018, 62 p.
- Alcibiade ou le Moi, Les Quatre Flacons et autres contes (textes réunis et présentés par Pierino Gallo), Paris, L'Harmattan, 2019, 172 p.
- Essai sur les romans considérés du côté moral (édition critique par Pierino Gallo), Paris, Eurédit, 2023, 132 p.